# Moçambola 2011
In 2011 werd het 35ste seizoen gespeeld van de Moçambola, de hoogste voetbalklasse van Mozambique. Liga Muçulmana werd kampioen.

## Eindstand
| Plaats | Club                     | Wed. | W  | G  | V  | Saldo | Ptn. |
| ------ | ------------------------ | ---- | -- | -- | -- | ----- | ---- |
| 1.     | Liga Muçulmana de Maputo | 26   | 18 | 4  | 4  | 46:21 | 58   |
| 2.     | CD Maxaquene             | 26   | 15 | 8  | 3  | 45:14 | 53   |
| 3.     | Desport. HCB Songo CD    | 26   | 10 | 11 | 5  | 28:13 | 41   |
| 4.     | Costa do Sol             | 26   | 11 | 6  | 9  | 31:25 | 39   |
| 5.     | Ferroviário de Maputo    | 26   | 10 | 7  | 9  | 36:32 | 37   |
| 6.     | Chingale Tete (P)        | 26   | 9  | 9  | 8  | 19:23 | 36   |
| 7.     | Ferroviário Nampula (P)  | 26   | 10 | 6  | 10 | 28:26 | 36   |
| 8.     | Vilankulo FC             | 26   | 10 | 5  | 11 | 26:25 | 35   |
| 9.     | Desportivo de Maputo     | 26   | 10 | 5  | 11 | 23:25 | 35   |
| 10.    | Incomáti Xinavane (P)    | 26   | 9  | 5  | 12 | 14:23 | 32   |
| 11.    | Ferroviário da Beira     | 26   | 6  | 13 | 7  | 21:25 | 31   |
| 12.    | CD Matchedje de Maputo   | 26   | 7  | 6  | 13 | 21:36 | 27   |
| 13.    | Atlético Muçulmano       | 26   | 5  | 6  | 15 | 21:37 | 21   |
| 14.    | Sporting da Beira        | 26   | 4  | 5  | 17 | 20:54 | 17   |
|        |                          |      |    |    |    |       |      |

|     | Kampioen     |
|     | Degradatie   |
| (B) | Bekerwinnaar |
| (P) | Promovendus  |

## Internationale wedstrijden
CAF Champions League 2012
| Team #1                  | Uitslag | Team #2                  | 1e wed | 2e wed |
| ------------------------ | ------- | ------------------------ | ------ | ------ |
| Mafunzo FC               | 0:5     | Liga Muçulmana de Maputo | 0:2    | 0:3    |
| Liga Muçulmana de Maputo | 2-3     | Dynamos Harare           | 2:2    | 0-1    |

CAF Confederation Cup 2012
| Team #1               | Uitslag | Team #2        | 1e wed | 2e wed |
| --------------------- | ------- | -------------- | ------ | ------ |
| Ferroviário de Maputo | 0–3     | Al-Ahly Shendi | 0-1    | 0-2    |